# Münsterscher Kreis

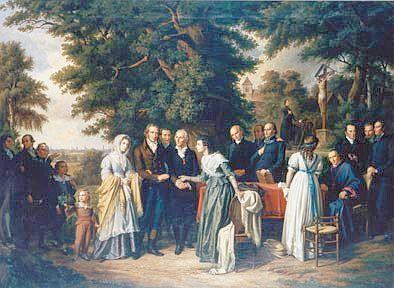
Die Fürstin Gallitzin im Kreis ihrer Freunde, Gruppenbild von Theobald von Oer, 1864

Der Münstersche Kreis – auch Familia Sacra genannt – war der Salon der Fürstin Amalie von Gallitzin in Münster. Viele wichtige Köpfe der Zeit verkehrten dort und entwickelten, vom Geist der Aufklärung herkommend, eine besondere Form des Katholizismus, der die innige Verbundenheit mit Gott betont und Wert darauf legt, dass karitative Werke dieser Haltung entspringen.
Unter anderen sind zu nennen:
- Franz Freiherr von Fürstenberg (Generalvikar des Bistums Münster),
- der Schulreformer Bernhard Heinrich Overberg,
- die Brüder Droste-Vischering,
- der Theologe Johann Theodor Katerkamp
- der Domprediger Johann Heinrich Brockmann
- die Eltern der Dichterin Annette von Droste-Hülshoff
- der Philosoph und Schriftsteller Johann Georg Hamann,
- Graf Friedrich Leopold zu Stolberg-Stolberg,
- der Dichter und Jurist Anton Matthias Sprickmann,
- der niederländische Philosoph Frans Hemsterhuis,
- die Professorengattin und Räthin, sowie Mutter des späteren Politikers Johann Hermann Hüffer, Maria Sophia Francisca Hüffer, geborene Aschendorff.

Der Kreis bestand von 1786 an.